# Vincenc Eduard Milde
Vincenc Eduard Jan Nepomuk František Milde (11. května 1777, Brno – 13. března 1853, Vídeň) byl 10. litoměřický sídelní biskup v letech 1823–1832 a arcibiskup vídeňský v letech 1832–1853.
Litoměřickým biskupem byl jmenován císařem Františkem I. 16. ledna 1823 a do funkce potvrzen papežem 6. května 1823. Na biskupa byl vysvěcen 13. července 1823 v rakouské Kremži. V litoměřické katedrále byl intronizován 28. září 1823. Do Vídně do funkce vídeňského arcibiskupa byl přeložen 31. prosince 1831 a potvrzen byl papežem 24. února 1832.

## Studium
Narodil se 11. května 1777 v Brně do rodiny chudého knihaře. V Olomouci vystudoval filozofii, ve Vídni studoval teologii. Studium dokončil v roce 1789. Po studiích nedosáhl ještě věku, ve kterém by mohl být svěcen na kněze, a proto byl jmenován prefektem a korepetitorem v kněžském semináři, dokud nedosáhl 23. roku věku – předepsaného kanonického věku. Současně v této době vyučoval jako katecheta na škole ve vídeňském Altlerchenfeldu.

## Kněžská a pedagogická činnost
Na kněze byl vysvěcen 9. března 1800 ve Vídni a byl jmenován kaplanem. Od 12. března 1802 začal učit jako katecheta na základní škole u sv. Anny ve Vídni a zároveň v dívčím penzionátu. Byl pedagogicky zdatný, takže záhy začal vyučovat náboženství na vídeňských vyšších školách. 3. března 1803 byl jmenován učitelem náboženství reálce a na akademií výtvarných umění. V této době začal uvažovat o vysokoškolské profesuře. Usilovat především o studium orientálních jazyků a pedagogiky. Všiml si ho císařský dvůr a bylo proto roku 1806 jmenován dvorním kaplanem. Císař František II. ho osobně poznal, oblíbil si ho a 22. března roku 1806 ho ustanovil profesorem filozofické fakulty. Na filozofické fakultě Milde převzal vyučování pedagogiky. V přednáškách vycházel z psychologie a antropologie. V roce 1811 vydal první svazek svých univerzitních přednášek: "Učebnice všeobecného vychovatelství". V roce 1813 dokončil i druhý svazek. Dílo bylo úspěšné a vláda ho předepsala jako doporučené dílo pro všechny ústavy zabývající se pedagogikou jako vyučovacím předmětem. Milce považoval za cíl výchovy rozvoj všech vloh studujících k dosažení nejvyšší možné dokonalosti.

## Vědecká činnost
Na teologické fakultě začal přednášet katechetiku a metodiku. Jako učenec se uplatnil i ve studiu orientálních jazyků. Avšak společenský život Vídně a slabá tělesná konstrukce zapříčinily, že Milde onemocněl a v důsledku toho se musel vzdát kariéry vysokoškolského profesora. Rovněž se vzdal malé venkovské farnosti Wolfpassing poblíž Vídně, kde měl klid pro vědeckou práci. Po uzdravení ho císař jmenoval 7. listopadu 1814 čestným kanovníkem při Svatoštěpánské metropolitní kapitule ve Vídni. 18. listopadu 1814 byl ustanoven na významnou faru v Krems an der Donau. Zde pokračoval ve svých aktivitách. V tamním piaristickém ústavu se stal vedoucím oddělení filozofie. Zde se mu dařila vědecká práce. Z tohoto důvodu však nepřijal funkci kanovníka-scholastika v metropolitní kapitule ve Vídni (to již nebyl čestný titul, ale výkonná funkce).

## Církevní kariéra
V roce 1822 se uvolnilo v důsledku rezignace litoměřického biskupa Josefa Františka Hurdálka místo sídelního biskupa. O toto místo usiloval ctižádostivý vídeňský dvorní farář Jakub Frint, u kterého Milde pracoval krátký čas jako kaplan. František II. dal před ním přednost právě Mildemu pro jeho střízlivou umírněnost a laskavost, před energickým nepřítelem bolzanistů Jakubem Frintem. Také vídeňská vláda podpořila císařovo rozhodnutí jmenovat Mildeho. 16. ledna 1823 tedy císař oficiálně jmenoval Mildeho litoměřickým biskupem. Papežské potvrzení tohoto jmenování bylo vydáno 6. května 1823. Biskupské svěcení se uskutečnilo 13. července 1823 v Krems an der Donau. Intronizace se konala 28. září 1823 v katedrále v Litoměřicích.

## Výkon funkce diecézního biskupa

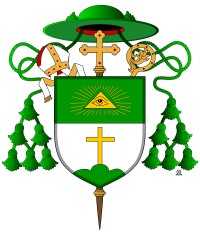
Znak biskupa Vincence Eduarda Mildeho

Situace v litoměřické diecézi byla bouřlivá. Prvním úkolem biskupa Mildeho byla konsolidace litoměřického semináře. Rektorem semináře byl již od roku 1820 Augustin Hille, který byl nadále do funkce potvrzen. Vedení semináře však Milde rozšířil a do funkcí vicerektora a spirituála jmenoval dva Čechy – Jana Pažouta a Josefa Lauermanna. Díky stykům s Vídní zajistil zde dvě místa pro litoměřické alumny (studenty). Podařilo se mu doplnit a zkvalitnit profesorský sbor i přes odpor metternichovské vlády, která vystupovala proti českým obrozencům. Pro tři až čtyři mladé kněze, určené za vychovatele a učitele v semináři, založil malý institut a vydal pro něj statuta. Tato statuta byla brzy přijata i v dalších seminářích.
Biskup Milde prozkoumal situaci ve správě diecéze, zejména konzistoři. Provedl vizitace a důkladně se seznámil se stavem diecéze. Zjistil, že informace o poměrech byly záměrně zkresleny a že celková situace diecéze je spořádaná. Informace o opaku šířil dvorní farář Jakub Frint; byly však v rozporu se skutečným stavem.
Získal také pro členy litoměřické katedrální kapituly již dlouho očekávané zvýšení platu (kongruy) na 1000 zlatých. Zabýval se stavebním stavem litoměřické katedrály a rezidence biskupa. Nutné stavební úpravy těchto objektů si během tří let vyžádaly 16 tisíc zlatých.

## Veřejná služba
V souvislosti s francouzskou revolucí v roce 1830 a nepokoji v Sasku, v bezprostřední blízkosti Čech, rozeslala vídeňská vláda podrobný důvěrný dotazník. Cílem dotazníku bylo zjistit náladu lidu. Milde zpracoval odpověď mimořádně kvalitně a jeho odpověď se stala významným dokumentem, z něhož historici čerpají i v 21. století. Zodpověděl na kladené otázky, výstižně poukázal na další nebezpečí revoluce, které plynulo z tíživé situace v Čechách, i když byl zdánlivý klid. Zvláštní část byla v dotazníku věnována špatné ekonomické situaci – lid odmítal nově vydanou spotřební daň. To ještě zvyšovalo napětí a nebezpečí revoluce hrozilo. Milde navíc odpovědně a komplexně analyzoval soudobou situaci s rozborem příčin a důsledků. Týkalo se to nejen Čech, ale i celkové situace v habsburské monarchii s konsekvencemi s okolními státy. Šel však v úvaze ještě dál a uvažoval v dotazníku o odstranění feudalismu. Vojsko a policii chápal jako nástroj k dočasnému potlačení povstání, ale řešení viděl v odstranění příčin.
Jako pedagog poukázal na špatný stav školství, soustřeďující se pouze na vnější formy. Státní vnucování náboženství viděl naopak jako jeho oslabení. Příkladem byla praxe zneužívání přísahy při nepodstatných právních kauzách. Tehdejší praxe státní moci vedla k tomu, že věrnost lidu k státu a jeho režimu stále upadala.

## Vídeňský arcibiskup

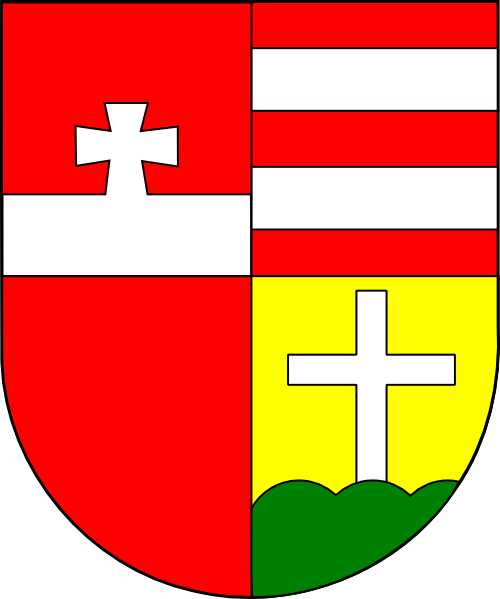
Erbovní štít vídeňského arcibiskupa Vincence Eduarda Mildeho

Mildeho elaborát vyvolal ve Vídni ohlas, který vedl k tomu, že na začátku prosince 1831 byl povolán do funkce arcibiskupa ve Vídni. Této funkce se nejdříve bránil a pokoušel se jí odmítnout. Důvodem jeho odmítání bylo, že hrozilo nebezpečí, že v kritické chvíli nebude v litoměřické diecézi žádný biskup. Nakonec souhlasil s arcibiskupskou hodností za podmínky, že se jeho následníkem stane Augustin Bartoloměj Hille, rektor litoměřického semináře. Milde byl pak 31. prosince 1831 oficiálně jmenován vídeňským arcibiskupem a 24. února 1832 přišel i souhlas z Říma.
Do Vídně odešel z Litoměřic 21. března 1832 a prožil tam závěr svého života. V roce 1835 zemřel jeho příznivec císař František II. a nastoupil Ferdinand V. Revoluční nálady v habsburské monarchii však stále mohutněly. Revoluce vyvrcholila roku 1848 ve Vídni, v Čechách pak zvláště v Praze. Již starý arcibiskup Milde se však v této době dostal do konfliktu i s vlastním duchovenstvem. Situaci vyhodnotil tak, že se rozhodl do událostí nezasahovat a požádal, aby ho zastupoval Bedřich Schwarzenberg, pozdější pražský arcibiskup.

## Závěr života
Arcibiskup Milze zemřel 14. března 1853 ve stáří 86 let. Na své působení v Litoměřicích nikdy nezapomněl a litoměřickému semináři odkázal 10 tisíc zlatých. Ve své závěti dále požádal, aby jeho srdce bylo slavnostně uloženo ve stříbrné schránce do píliře oltáře Panny Marie Bolestné v litoměřické katedrále sv. Štěpána. Tak se i stalo 5. dubna 1853. Toto místo je zakryto a označeno pamětní deskou s nápisem: (latinsky) „Orate pro me“, (česky) „Modlete se za mě“.
| Předchůdce: Josef František Hurdálek | Znak z doby nástupu | X. litoměřický sídelní biskup Vincenc Eduard Milde 1823–1832 | Znak z doby konce vlády | Nástupce: Augustin Bartoloměj Hille |

| Předchůdce: Leopold Maxmilián z Firmianu | Znak z doby nástupu | VI. arcibiskup vídeňský Vincenc Eduard Milde 1832–1853 | Znak z doby konce vlády | Nástupce: Joseph Othmar von Rauscher |